# Wang Cong'er
Wang Cong'er (王聰兒S, Wáng Cōng'érP; Xiangyang, 1777 – 1798) è stata una leader cinese della ribellione del Loto Bianco durante il regno della dinastia Qing.

## Biografia
La setta del Loto Bianco ha avuto origine durante la dinastia Yuan, Wang Cong'er ha guidato questa ribellione durante il regime della dinastia Qing. Intenta a vendicare la morte del marito, Wang condusse un intero esercito in battaglia contro le truppe dell'imperatore. Le truppe erano costituite da contadini, che se anche erano in evidente svantaggio, riuscirono a sorprendere le truppe di Qing. 
Le registrazioni contemporanee affermano  il più letale di tutti i ribelli è la signora Wang, moglie di Qi e si dice che tutte le fazioni ribelli provenienti dal Hubei e dallo Shanxi fossero incoraggiate da lei. Nel 1797 le forze dell'imperatore costrinsero Wang a ritirarsi sulle montagne vicino allo Yunxi, senza via di fuga e tradita dai suoi soldati, si dice che si tolse la vita lanciandosi dalla montagna. 
Nonostante sia stata sconfitta, Wang Cong'er è ancora ricordata per l'estrema lotta contro il dominio imperialista cinese.